# Indústria del llenguatge
La indústria del llenguatge és el sector d'activitat dedicat al disseny, producció i comercialització d'eines, productes o serveis relacionats amb el processament de llenguatges. És part de la indústria de les tecnologies de la informació, però també toca altres camps, com són la lingüística, la lexicografia, l'enginyeria de programari, la lingüística computacional, la intel·ligència artificial i el disseny d'interfícies.

## Serveis
La gamma de serveis que abasta la indústria del llenguatge és molt àmplia, incloent:
- traducció
- edició, revisió
- eines de traducció assistida per ordinador (TAO, conegudes també en anglès com "CAT")
- extracció terminològica
- doblatge
- localització de programari

## Evolució
La traducció com a activitat existeix, almenys, des que la humanitat va començar a desenvolupar el comerç, fa ja mil·lennis; per tant, si incloem la interpretació de llengües, no és exagerat afirmar que els orígens de la indústria del llenguatge són fins i tot més antics que els del llenguatge escrit.
La moderna indústria del llenguatge s'ha desenvolupat a gran velocitat, gràcies a Internet. Els assoliments de la indústria inclouen la capacitat de processar grans volums de textos i produir traduccions a diversos idiomes; és comú avui dia que un client esperi disposar, per exemple, de cent mil paraules traduïdes a deu idiomes en tan sols dues setmanes. Això, al seu torn, ha plantejat nous desafiaments respecte de l'activitat tradicional del traductor, en particular, la gestió de qualitat. Existeixen nous estàndards de qualitat en traducció, com la norma EN 15038 a Europa i l'ASTM F2575-06 als Estats Units.
Un altre factor decisiu ha estat el desenvolupament d'eines de traducció assistida per ordinador (abreujada TAO, o CAT, en anglès), que se serveixen de memòries de traducció, alineadors i extractors de terminologia; programes com Trados, Wordfast, SDLX, Passolo, Déjà Vu, OmegaT, etc. són molt populars entre els traductors.
En la indústria del llenguatge, existeixen empreses de molt diversa grandària; però el mercat està molt repartit, cap d'elles és dominant a escala global.
Fenòmens com el crowdsourcing són cada vegada més freqüents en les traduccions de gran escala, però hi ha moltes polèmiques.
Un camp d'investigació en la indústria inclou la possibilitat d'arribar a la plena substitució de la traducció humana per traducció automàtica.